# Lacus Somniorum
Lacus Somniorum – lateinisch für See der Träume – ist ein erstarrter Lavasee auf dem Mond, der von der Entstehung her den größeren Maria gleicht. Die Bezeichnung stammt von dem italienischen Astronomen Giovanni Riccioli (1598–1671) und wurde durch die Internationale Astronomische Union im Jahr 1935 offiziell festgelegt.
Die basaltische Tiefebene mit unregelmäßigem Umriss hat einen mittleren Durchmesser von 384 Kilometer, einen Flächeninhalt von etwa 70.000 km² und liegt im Nordosten der erdzugewandten Mondseite. Die Formation ist im Südwesten mit dem Mare Serenitatis und im Norden mit dem Lacus Mortis verbunden.